# Barcesino
Barcesino è un centro abitato del comune di Ledro in provincia di Trento, all'estremità orientale della Val di Ledro.

## Etimologia

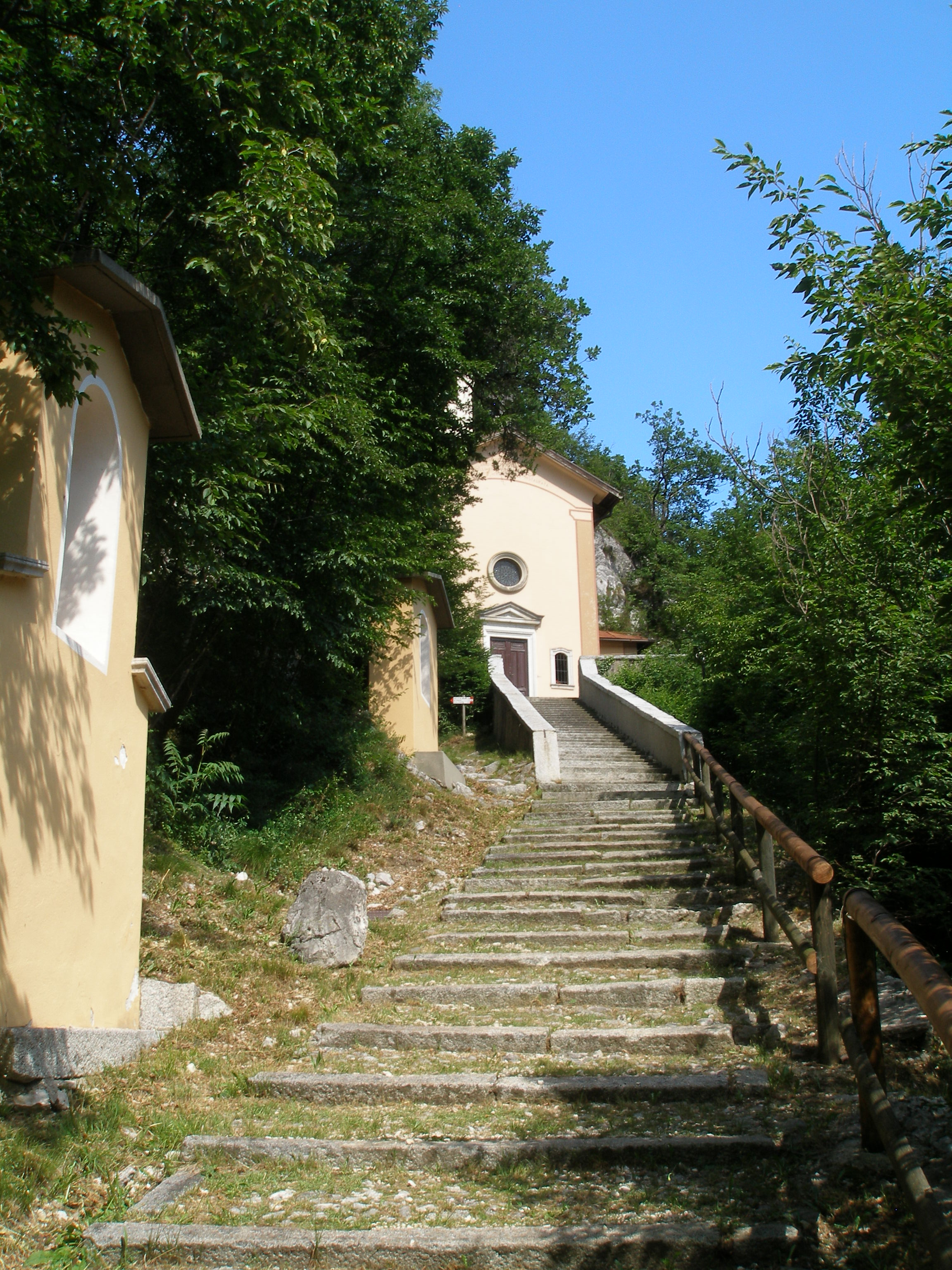
La chiesa dell'Addolorata con la sua via Crucis

Alcuni studi riconducono il nome del paese a un termine prelatino barga ("capanno di legno"), una voce da cui derivano vari altri toponimi (come quello di Barco di Levico, ma anche Barcis nel Friuli) nonché vocaboli come barchessa; su questo nome primitivo sarebbero poi andati ad aggiungersi due suffissi: prima un -es tipico delle lingue galliche alpine, seguito poi da un -inum latino che indicava appartenenza, frequenza o qualità specifica (processo analogo si può notare nei nomi di Pregasina, Malcesine e Tremosine). In alternativa, è stata anche ipotizzata la derivazione dal latino bar[athrum] caesim, con il senso di "di traverso alla voragine", provenienza che sarebbe spiegata con la posizione dell'abitato, situato sotto una valletta particolarmente franosa, già anticamente arginata da un bosco di faggi. Infine, un'etimologia popolare trarrebbe il nome dal presunto culto ad un'antica divinità pagana chiamata "Barcis", ipotesi però per cui non vi è alcuna prova documentale.

## Storia
Tracce dell'esistenza del paese risalgono già al 1262, con la menzione di una tal Bonora de Bracesino. Durante la prima guerra mondiale la popolazione di Barcesino, come quella di tutto il resto della valle, venne costretta a trasferirsi in Boemia; durante il conflitto il centro abitato subì danni gravissimi, e infatti la maggioranza delle abitazioni ora presenti sono successive a quel periodo.
Barcesino ha costituito comune autonomo fino al 1928, quando è stato aggregato a Molina di Ledro (confluendo poi, nel 2010, nel comune di Ledro). Il paese non è mai stato molto popoloso, contando, anche nel periodo migliore tra il 1850 e il 1860, circa ottanta abitanti, e ha sempre dipeso da Molina per la scuola e il cimitero.

## Monumenti e luoghi d'interesse

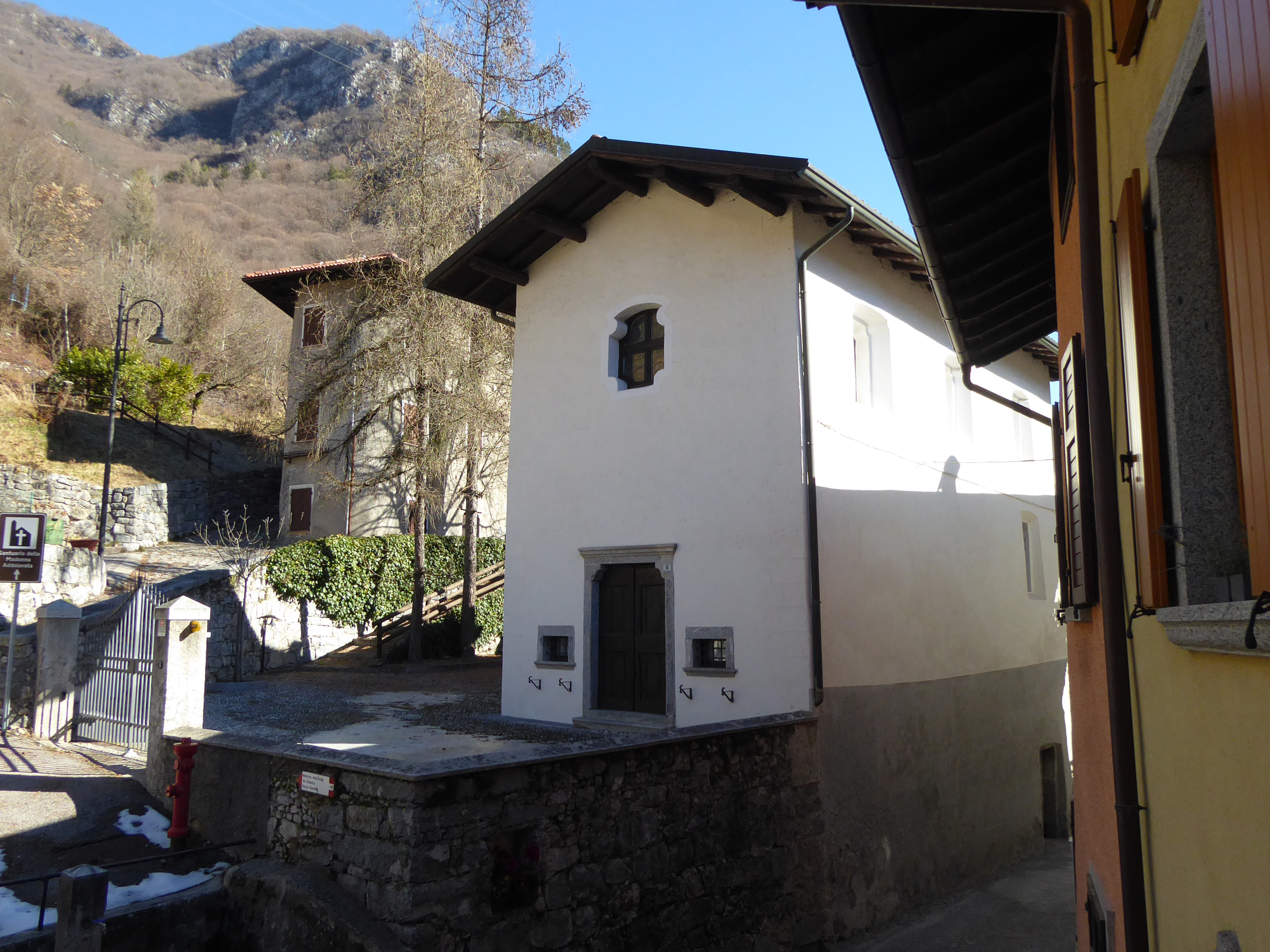
L'ex chiesa di San Carlo Borromeo

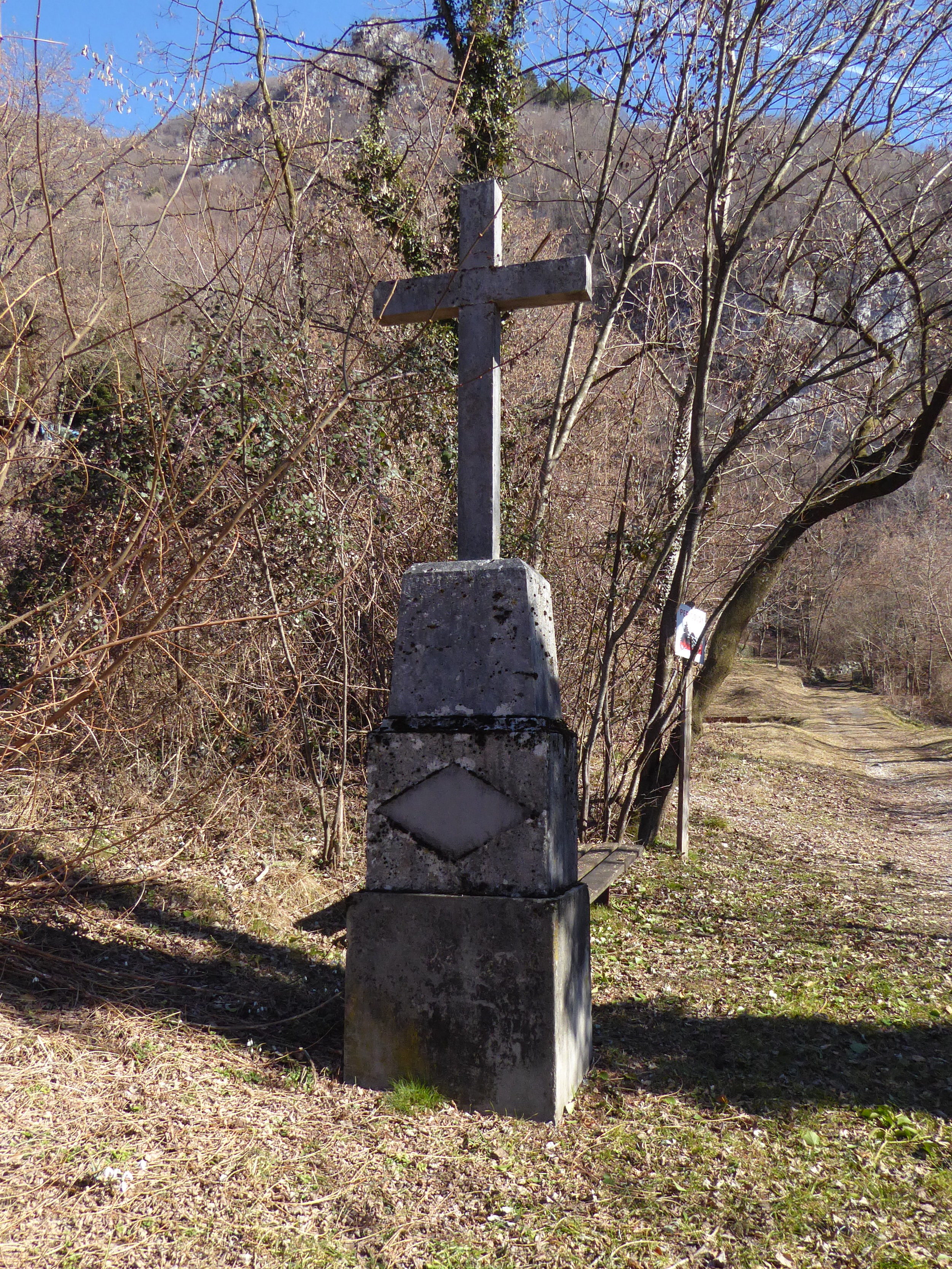
La "Cros de Barcesì", in arenaria, eretta nel 1920 al posto di una croce lignea che si trovava sul posto dal 1818 (periodo di costruzione del santuario della Madonna delle Ferle) e che venne distrutta durante la prima guerra mondiale

A est del paese, lungo la vecchia strada che, passando per Giumella e Campi, portava a Riva del Garda, si snoda una via Crucis che conduce fino alla chiesa dell'Addolorata, anticamente nota come santuario della Madonna delle Ferle (che sono le stampelle, abbandonate sul posto da degli infermi che sarebbero prodigiosamente guariti). Essa venne costruita tra il 1814 e il 1824 sui ruderi di una preesistente edicola o cappella, a seguito di un voto della popolazione dei paesi vicini, che vi si reca tradizionalmente in processione la terza domenica di settembre. La chiesa venne restaurata nel 1889 (perché danneggiata dalla caduta di un masso l'anno precedente), nel 1909 (anno in cui acquisì l'intitolazione attuale) e nel 1924 (per riparare i danni subiti durante la prima guerra mondiale); nel 1967 venne aggiunto il piccolo campanile, e il 13 dicembre 1976 venne gravemente danneggiata dal terremoto che colpì l'alto Garda, a cui seguì un nuovo restauro nel 1983. 
Al centro del paese è situata l'ex chiesa di San Carlo Borromeo, costruita verso il 1750 sulle rovine di un sacello più antico, forse dedicato a san Vigilio; era officiata da un cappellano proveniente da Molina, anche se nel 1837 risultava che l'amministrazione fosse tenuta in maniera indipendente. Chiusa al culto e sconsacrata dopo la prima guerra mondiale, venne venduta a privati e adibita a magazzino. L'edificio è orientato regolarmente a est e, fino al 1967 circa, era dotato di un campaniletto, la cui campana venne data in dotazione al santuario; è costruito a mezza costa, ed ha quindi un piano sotterraneo che risulta sia sempre stato di proprietà privata, adibito alla raccolta dell'acqua che filtra dai muri.
A Barcesino sorgeva anche un'antichissima chiesetta dedicata a sant'Uguccione, o "san Guzo", che era detta essere una delle cappelle più vecchie di tutta la val di Ledro. Sul finire dell'Ottocento era scoperchiata e adibita a stalla, ma vi erano ancora visibili degli affreschi raffiguranti i tre membri della Trinità.